# Drew Powell
Drew Powell (Noblesville, 19 gennaio 1976) è un attore statunitense.

## Biografia
Nato a Noblesville, ma cresciuto a Lebanon, dopo la laurea nel 1998 alla DePauw University, diventa attore. Il primo ruolo è nella serie televisiva Malcolm, per poi passare ad altre numerose serie tra cui Psych, Cold Case, Senza Traccia ed ER. Nel 2014, interpreta il ruolo di Butch nella serie Gotham che gli dà una grande notorietà, diventando membro del cast fisso a partire dalla seconda stagione. Sposato con una donna di nome Veronica, ha un figlio di nome Leo nato nel 2011, con i quali vive attualmente a Los Angeles.

## Filmografia parziale

### Cinema
- Presa mortale (The Marine), regia di John Bonito (2006)
- 1408, regia di Mikael Håfström (2007)
- Geostorm, regia di Dean Devlin (2017)
- Il miracolo di Sharon (Ordinary Angels), regia di Jon Gunn (2024)
- Space Cadet, regia di Liz W. Garcia (2024)
- Il bambino di cristallo (The Unbreakable Boy), regia di Jon Stewart (2025)

### Televisione
- Malcolm – serie TV (2000-2001)
- Cold Case - Delitti irrisolti (Cold Case) – serie TV, episodio 4x20 (2006)
- Detective Monk (Monk) - serie TV, episodio 5x04 (2006)
- The Office - serie TV, episodio 5x04 (2007)
- E.R. - Medici in prima linea (ER) – serie TV, episodio 14x07 (2008)
- Grey's Anatomy – serie TV, episodio 8x07 (2011)
- The Mentalist - serie TV, 6 episodi (2013-2014)
- Major Crimes - serie TV, episodio 2x07 (2013)
- Gotham – serie TV, 74 episodi (2014-2018)
- Castle – serie TV, episodio 6x16 (2014)
- The Librarians – serie TV, episodio 2x05 (2015)
- Aquarius – serie TV, episodio 1x05 (2015)
- Lucifer - serie TV, episodio 5x10 (2021)
- Monster - serie TV, episodi 2x02-2x03 (2024)
- Chicago Med – serie TV, episodio 9x01 (2024)
- Curb Your Enthusiasm – serie TV, episodi 12x01-12x05 (2024)
- The Pitt – serie TV, 6 episodi (2025)

## Doppiatori italiani
Nelle versioni in italiano delle opere in cui ha recitato, Drew Powell è stato doppiato da:
- Mauro Magliozzi in CSI - Scena del crimine, Bones
- Alessandro Budroni in Dr. House - Medical Division, Lucifer
- Gianluca Machelli in Psych, Tracker
- Alberto Bognanni in Grey's Anatomy, Aquarius
- Stefano Alessandroni in Castle, 9-1-1
- Gianfranco Miranda in Malcolm in the Middle
- Diego Sabre in Presa mortale
- Andrea Mete in Cold Case - Delitti irrisolti
- Giorgio Locuratolo in E.R. - Medici in prima linea
- Pasquale Anselmo in Leverage - Consulenze illegali (ep. 1x10)
- Luigi Ferraro in Leverage - Consulenze illegali (ep. 4x14)
- Alberto Angrisano in Hawaii Five-0
- Francesco De Francesco in NCIS - Unità anticrimine
- Raffaele Palmieri in Major Crimes
- Gaetano Lizzio in The Mentalist
- Massimo Bitossi in Twisted
- Roberto Draghetti in Gotham
- Simone Crisari in Station 19
- Andrea Lavagnino in Monsters: la storia di Lyle ed Erik Menendez
- Sergio Romanò ne Il miracolo di Sharon
- Francesco Rizzi ne Il bambino di cristallo